# 泳棚

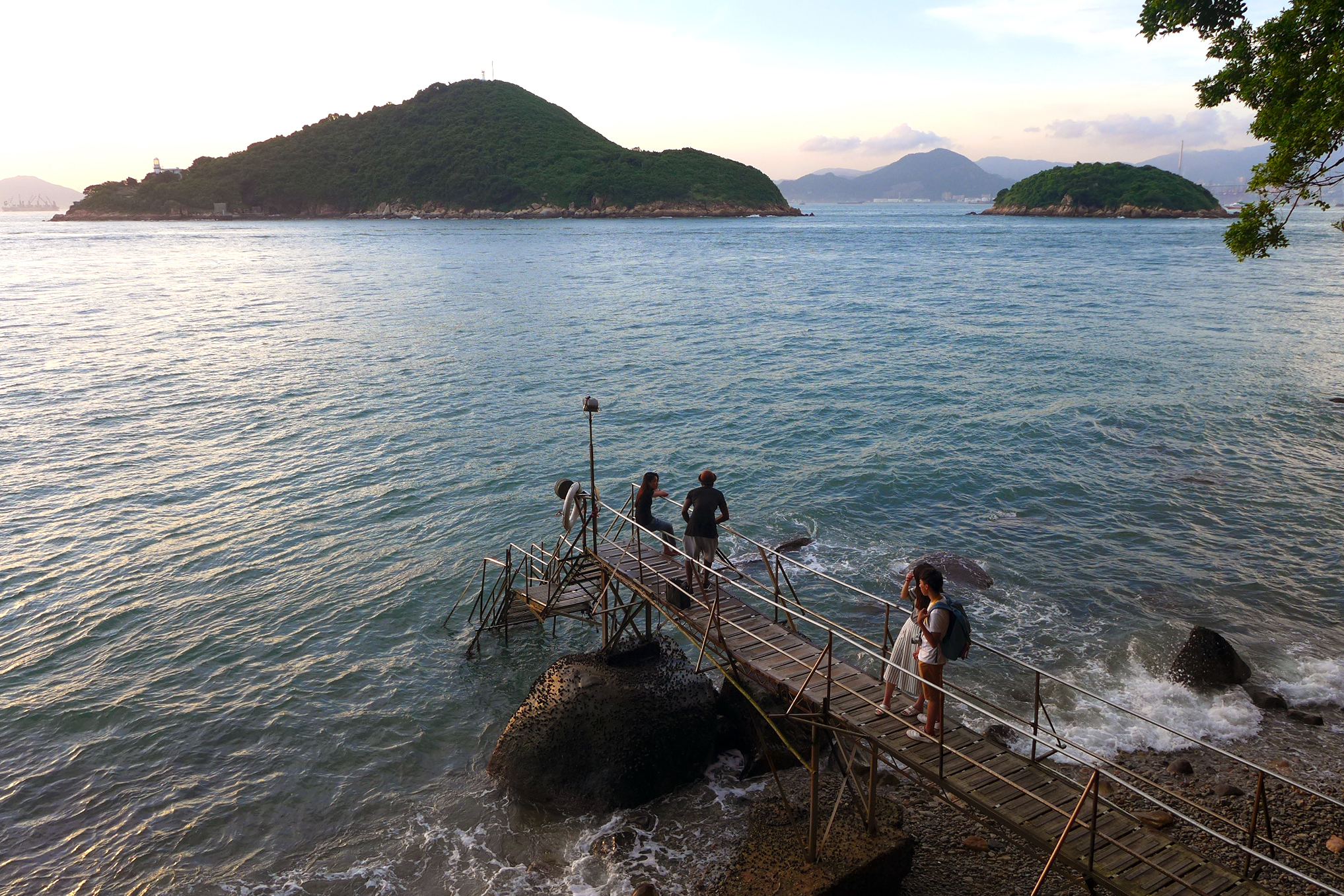
位於香港島的邊陲的西環泳棚，建於1988年，為攝影發燒友必到之地。

泳棚是為方便游泳人士而在海邊開設的建築物,為泳客提供男女更衣室、沖身及儲物等服務。因早期多是用竹來搭建，故一般稱為泳棚。
泳棚在20世紀早期的香港甚為流行，當時的泳棚收費廉宜，每逢假日及公餘時間都吸引不少香港市民使用。海面上建有小橋，方便泳客下水。泳棚有泳衣租用,部份更附設食肆及溜冰等康樂設施以吸引其他類型的顧客。

## 歷史
1911年辛亥革命後,香港華人社會的游泳風氣開始活躍起來,當時尚未大規模填海的北角沿海一帶俗稱七姊妹的地區、九龍紅磡的大環山下、荔枝角灣等, 逐漸成為華人在市區附近的游泳勝地。自1921年起,華人游泳會、南華體育會、中華體育會、香港華員會、中華基督教青年會等華人團體,及永安、大新、太古等私人公司,先後在七姊妹海灘開設泳棚。到了1930年代,香港的游泳發展,進入第一個黃金期,七姊妹的泳棚每年吸引泳客達10萬人次,而且人才輩出,其中女泳手楊秀瓊代表香港參加1933年全國運動會,包辦全部五面金牌,1934年代表中華民國參加遠東運動會,勇奪四項冠軍及女子泳賽總冠軍。但這些泳棚大部份在日本侵佔香港期間,被炮火摧毀。
1950至1960年代，接近港九市區仍約有8個泳棚，其中較著名的有位於香港島西環（堅尼地城及摩星嶺一帶）的鐘聲泳棚和金銀業貿易場泳棚，南華體育會於1950年至1972年期間於阿公岩設有泳棚。紅磡也有一個泳棚,九龍荔枝角灣有三個泳棚，亦提供小艇出租服務。其他設有泳棚的市區外圍地區有南區的中灣等。
1970年代初至1980年代初，香港政府收回港九接近地區的泳棚土地，重新發展，並在各區興建了多座公眾泳池，加上海港污染漸趨嚴重，令到泳棚逐漸被清拆而式微。
其後，西環街坊福利會的泳友組成金鐘泳團,以紀念已清拆消失的金銀業貿易場泳棚和鐘聲泳棚,以兩泳棚的第一個字用來作泳團名稱。1988年,金鐘泳團聯同摩星嶺街坊福利會的泳廬團長尹洪輝,一起向香港政府申請，在域多利道404號對出的山坡，開設小型泳棚，獲港府批准以短期租約形式,租用現時金鐘泳棚位置，令此處成為香港市區內唯一合法搭建的泳棚。泳廬不受到康樂及文化事務署監管，但是需要定期與香港政府續約，並且向香港政府繳交差餉及建築費用，泳廬設有辦公室、男女浴室及儲物櫃等設施，每日清晨5時至下午1時開放，月費為120港元。這泳棚名為西環泳棚或金鐘泳棚,不要跟已經消失的鐘聲泳棚混淆。
2012年10月22日，行政長官梁振英於網誌上撰文，指出隨着大型污水排放工程完成，維多利亞港的水質逐年好轉，他認為可以考慮於維多利亞港兩岸興建泳棚，方便大家，特別是於中環和尖沙嘴的工作人士在維多利亞港暢泳或者在岸邊垂釣，紓緩工作壓力。但是香港公開大學科技學院院長何建宗指出，維多利亞港的水質至今不適宜長時間游泳，至少有待《淨化海港計劃》第二期於2014年完成，維多利亞港的水質才有希望可以改善至適合游泳的水平。他指現時每日仍然有不少香港市民在北角及紅磡等岸邊游泳，而且該些地方都沒有任何配套設施，他認為可以考慮於維多利亞港兩岸的海濱長廊重新闢設小型泳棚。